# Rakkurilompolo (Jukkasjärvi socken, Lappland, 752686-168527)
Rakkurilompolo är en sjö i Kiruna kommun i Lappland och ingår i Kalixälvens huvudavrinningsområde. Sjön har en area på 0,0833 kvadratkilometer och ligger 467,6 meter över havet. Sjön avvattnas av vattendraget Rakkurijoki.

## Delavrinningsområde
Rakkurilompolo ingår i det delavrinningsområde (752837-168588) som SMHI kallar för Inloppet i Rakkurijärvi. Medelhöjden är 491 meter över havet och ytan är 11,92 kvadratkilometer. Räknas de 3 avrinningsområdena uppströms in blir den ackumulerade arean 58,88 kvadratkilometer. Rakkurijoki som avvattnar avrinningsområdet har biflödesordning 3, vilket innebär att vattnet flödar genom totalt 3 vattendrag innan det når havet efter 338 kilometer. Avrinningsområdet består mestadels av skog (64 procent), öppen mark (11 procent) och sankmarker (23 procent). Avrinningsområdet har 0,2 kvadratkilometer vattenytor vilket ger det en sjöprocent på 1,6 procent.